# بلاستيك صفاقس
بلاستيك صفاقس (بالفرنسية: Plastic Sfax)‏ شركة تونسية تأسست عام 1984، مختصة في صناعة اللفّ والتغليف بمادة اللدائن الرقيق.

### وصلات خارجية
- (بالفرنسية) الموقع الرسمي لشركة بلاستيك صفاقس.